# Bukit Seburi II
Bukit Seburi II is een bestuurslaag in het regentschap Flores Timur van de provincie Oost-Nusa Tenggara, Indonesië. Bukit Seburi II telt 685 inwoners (volkstelling 2010).